# Ноєнмаркт
Ноєнмаркт (нім. Neuenmarkt) — громада в Німеччині, розташована в землі Баварія. Підпорядковується адміністративному округу Верхня Франконія. Входить до складу району Кульмбах.
Площа — 18,95 км2. Населення становить 2933 ос. (станом на 31 грудня 2020).